# Mainvoetbalkampioenschap 1921/22
In 1921/22 werd het veertiende Mainvoetbalkampioenschap gespeeld, dat georganiseerd werd door de Zuid-Duitse voetbalbond. De Noord- en Zuidmaincompetitie, die de voorbije twee seizoenen als aparte Kreisliga gespeeld werden werden nu samengevoegd in het Bezirk Main, echter bleven ze nog twee jaar als aparte reeksen bestaan, maar mocht enkel de algemene kampioen naar de Zuid-Duitse eindronde. Voor dit seizoen werd de competitie zelfs per regio uitgebreid naar twee reeksen, maar dat was slechts voor één seizoen. 
Germania 1894 Frankfurt werd kampioen en plaatste zich voor de Zuid-Duitse eindronde. De club verloor meteen van VfR Mannheim.

## Bezirk Main

### Kreisliga Nordmain

#### Afdeling I
| Plaats | Club                    | Wed. | W  | G  | V  | Saldo | Ptn.  |
| ------ | ----------------------- | ---- | -- | -- | -- | ----- | ----- |
| 1.     | TSG Eintracht Frankfurt | 14   | 13 | 0  | 01 | 43:12 | 26:2  |
| 2.     | FSV Frankfurt           | 14   | 09 | 02 | 03 | 37:16 | 20:8  |
| 3.     | 1. Hanauer FC 1893      | 14   | 07 | 03 | 04 | 28:13 | 17:11 |
| 4.     | VfR 01 Frankfurt        | 14   | 07 | 02 | 05 | 42:24 | 15:13 |
| 5.     | VfB 06 Großauheim       | 14   | 04 | 03 | 07 | 14:42 | 12:16 |
| 6.     | Borussia Frankfurt      | 14   | 02 | 04 | 08 | 26:36 | 8:20  |
| 7.     | FG Seckbach 02          | 14   | 02 | 03 | 09 | 14:26 | 7:21  |
| 8.     | VfB Friedberg           | 14   | 03 | 01 | 10 | 10:45 | 7:21  |

|  | Geplaatst voor finale Nordmain |
|  | Degradatie                     |

#### Afdeling II
| Plaats | Club                           | Wed. | W  | G  | V  | Saldo | Ptn.  |
| ------ | ------------------------------ | ---- | -- | -- | -- | ----- | ----- |
| 1.     | Frankfurter FC Germania 1894   | 14   | 12 | 01 | 01 | 42:15 | 25:3  |
| 2.     | DJK Helvetia 02 Bockenheim     | 14   | 10 | 01 | 03 | 25:15 | 21:7  |
| 3.     | Frankfurter FV Sportfreunde 04 | 14   | 08 | 02 | 04 | 38:22 | 18:10 |
| 4.     | Viktoria 1894 Hanau            | 14   | 06 | 03 | 05 | 30:26 | 15:13 |
| 5.     | 1. Rödelheimer FC 02           | 14   | 05 | 02 | 07 | 22:27 | 12:16 |
| 6.     | 1. FC Germania 06 Rückingen    | 14   | 05 | 02 | 07 | 22:32 | 12:16 |
| 7.     | Viktoria-Germania Fechenheim   | 14   | 03 | 02 | 09 | 28:30 | 8:20  |
| 8.     | FC Germania 09 Niederrodenbach | 14   | 0  | 01 | 13 | 08:48 | 1:27  |

#### Finale
| Team #1                      | Tot.  | Team #2                 | 1ste wed | 2de wed |
| ---------------------------- | ----- | ----------------------- | -------- | ------- |
| Frankfurter FC Germania 1894 | 6 - 3 | TSG Eintracht Frankfurt | 2 - 2    | 4 - 1   |

### Kreisliga Südmain

#### Afdeling I
| Plaats | Club                         | Wed. | W  | G  | V  | Saldo | Ptn.  |
| ------ | ---------------------------- | ---- | -- | -- | -- | ----- | ----- |
| 1.     | FC Union 07 Niederrad        | 14   | 11 | 02 | 01 | 37:09 | 24:4  |
| 2.     | VfR Kickers Offenbach        | 14   | 07 | 04 | 03 | 24:13 | 18:10 |
| 3.     | SV Viktoria 01 Aschaffenburg | 14   | 07 | 02 | 05 | 24:18 | 16:12 |
| 4.     | FV 1906 Sprendlingen         | 14   | 07 | 01 | 06 | 25:24 | 15:13 |
| 5.     | FV Germania 01 Bieber        | 14   | 04 | 06 | 04 | 18:23 | 14:14 |
| 6.     | FC Union Wixhausen           | 14   | 04 | 02 | 08 | 16:23 | 10:18 |
| 7.     | BC 99 Offenbach              | 14   | 04 | 01 | 09 | 15:28 | 9:19  |
| 8.     | FC Sachsenhausen 03          | 14   | 03 | 0  | 11 | 14:35 | 6:22  |

|  | Geplaatst voor finale Nordmain |
|  | Degradatie                     |

#### Afdeling II
| Plaats | Club                              | Wed. | W  | G  | V  | Saldo | Ptn.  |
| ------ | --------------------------------- | ---- | -- | -- | -- | ----- | ----- |
| 1.     | VfL 03 Neu-Isenburg               | 12   | 10 | 01 | 01 | 40:11 | 21:3  |
| 2.     | SC 07 Bürgel                      | 12   | 09 | 02 | 01 | 31:09 | 20:4  |
| 3.     | Offenbacher FV 02                 | 12   | 05 | 02 | 05 | 22:17 | 12:12 |
| 4.     | FC Kickers Viktoria 1910 Mühlheim | 12   | 06 | 0  | 06 | 22:21 | 12:12 |
| 5.     | TV Aschaffenburg-Damm             | 12   | 02 | 03 | 07 | 17:31 | 7:17  |
| 6.     | FC 03 Egelsbach                   | 12   | 02 | 02 | 08 | 15:35 | 6:18  |
| 7.     | TV Heusenstamm                    | 12   | 02 | 02 | 08 | 11:34 | 6:18  |
|        | VfR 1900 Offenbach                |      |    |    |    |       |       |

#### Finale
| Team #1             | Tot.  | Team #2               | 1ste wed | 2de wed |
| ------------------- | ----- | --------------------- | -------- | ------- |
| VfL 03 Neu-Isenburg | 7 - 1 | FC Union 07 Niederrad | 3 - 0    | 4 - 1   |

## Finale
Heen
|               |                              |       |                     |                   |
| 12 maart 1922 | Frankfurter FC Germania 1894 | 1 - 0 | VfL 03 Neu-Isenburg | Frankfurt am Main |
| 12 maart 1922 |                              |       |                     | Frankfurt am Main |

Terug
|               |                     |       |                              |              |
| 26 maart 1922 | VfL 03 Neu-Isenburg | 3 - 0 | Frankfurter FC Germania 1894 | Neu-Isenburg |
| 26 maart 1922 |                     |       |                              | Neu-Isenburg |

Beslissende wedstrijd
|              |                              |       |                     |  |
| 2 april 1922 | Frankfurter FC Germania 1894 | 4 - 0 | VfL 03 Neu-Isenburg |  |
| 2 april 1922 |                              |       |                     |  |